# Makiko Gotō
Makiko Gotō (jap. 後藤 真起子; * 29. Januar 1963 in Tokio; † 16. Januar 2021 in Aalst-Waalre (Niederlande)) war eine japanische Kotospielerin und Musikpädagogin.

## Leben und Wirken
Gotō lernte das Kotospielen im Alter von neun Jahren von ihrer Mutter. Ab dem zwölften Lebensjahr studierte sie bei Kazue und Tadao Sawai an der Sawai Koto School und erwarb dort den Grad eines Koto-Meisters (shihan). Von 1986 bis 1992 unterrichtete sie am Ethnic Music Department der University of Hawaii, seitdem lebte sie in den Niederlanden. Unter anderem unterrichtete sie an der Leo Kestenberg Musikschule in Berlin.
Ausgangspunkt ihrer musikalischen Tätigkeit war die traditionelle Musik Japans. Stand diese zunächst im Mittelpunkt ihres Studiums, öffnete sie sich im Lauf der Jahre auch der Zusammenarbeit mit zeitgenössischen Komponisten und erschloss damit ihrem Instrument neue Dimensionen der Spieltechnik und Klangvorstellung und machte die Koto in der westlichen Welt bekannt. Komponisten wie Misato Mochizuki, Gerhard Lang, Kunsu Shim, Gerhard Stäbler, Volker Blumenthaler, Rupert Huber, Jimmy López, Karola Obermüller und Annette Schlünz schrieben Werke für Makiko Gotō, die auch Toshio Hosokawas Koto-Uta (für Stimme und Koto) und Nocturne (für Bass-Koto) zur Uraufführung sowie Makoto Shinoharas To Rain and Wind (für drei Kotos und Liveelektronik) und dessen Fragmente Duo für Tenorblockflöte und Koto zur Uraufführung brachte. In Kombination mit der japanischen Shakuhachi (Andreas Gutzwiller) spielte sie 2007 die Uraufführung von Klaus Hinrich Stahmers Ima in Darmstadt. Mit dem Orchester des Brabanter Konservatoriums spielte sie Maki Ishiis Kotokonzert, mit dem Orchester der Universität Hawaii Neil McKays Voice of the Phoenix for Koto and Orchestra und mit dem Orchester der Utrechtse Muziek Academie Jimmy Lopez’ Konzert für Kotoinstrumente. Die Andersartigkeit der Klänge und Spielweisen, die sich durch ihr Spiel von Werken zeitgenössischer Komponisten auf einem Instrument mit uralter Tradition ergab, weckte in Makiko Gotō ein Bewusstsein für „die Schönheiten der Koto-Musik“. Sie hat dadurch nach ihren eigenen Worten erfahren, „wie sehr alles in der japanischen Tradition ruht“.
Als Solistin und Kammermusikerin trat Gotō bei vielen Musikfestivals in Europa, Asien und Amerika, im Rundfunk und Fernsehen auf. Seit 1992 war sie Mitglied des Kazue Sawai Koto Ensemble, seit 2003 war der Blockflötist Jeremias Schwarzer ihr Duopartner, mit dem sie sowohl traditionelle als auch zeitgenössische Musik aufführte. 2003 startete sie das Projekt Universal Children Multicultural Exchange Workshop, in dessen Rahmen Mitglieder der Sawai-Kotogruppe Kindergärten und Grundschulen besuchen.

## Diskografie
- Japanese Music for Voice, Koto, and Shamisen; mit Makiko Goto (Jushichigen und Koto), Sumi Tani (Koto) und Michiyo Kusama (Shamisen); Werke von: Yoshizawa Kengyô, Yatsuhashi Kengyô, Yamada Kengyô, Toshio Hosokawa; Label: col legno, Best.Nr.: WWE 1CD 20057; Erscheinungsjahr: 2001
- Japanische Musik für Blockflöte und Koto; mit Makiko Goto (Koto) und Gudula Rosa (Blfl.); Werke von Takashi Matsunaga, Maki Ishii, Satoshi Ohmae, Toshio Hosokawa, Shigeru Kanno, Makoto Shinohara; Label: DreyerGaido, Best.Nr: 4913641; Erscheinungsjahr: 2002
- Silence is the only music; Werke von Klaus Hinrich Stahmer; u. a. Zansetsu mit Makiko Goto (Bass-Koto), Jeremias Schwarzer (Blfl.) und Carin Levine (Fl.) sowie Ima mit Makiko Goto (Bass-Koto) und Andreas Gutzwiller (Shakuhachi); Label: Artist.CD (WERGO), Best. Nr.: ARTS 8116 2; Erscheinungsjahr: 2009
- Three Haikai and more, Musik für Blockflöte und Koto, mit Makiko Goto (Koto) und Jeremias Schwarzer (Blfl.); Werke von Erwin Koch-Raphael, Annette Schlünz, Yatsuhashi Kengyo, Yūji Takahashi, Misato Mochizuki, Toshio Hosokawa; Label: Neos, Best. Nr. 1594488; Erscheinungsjahr: 2013